# 13 призраков
«13 призраков» (англ. 13 Ghosts) — фильм ужасов американского режиссёра Уильяма Касла, снятый в 1960 году. В 2001 году был снят ремейк данной картины — «Тринадцать привидений».

## Сюжет
Небогатому палеонтологу Сайрусу Зорбе достался в наследство от дяди старинный особняк. При этом в завещании указано, что если учёный с семьёй не будет здесь жить, то он потеряет право на жилище. Продать же дом нельзя. Когда Сайрус, его жена Хильда, дочь Медея и сын Бак поселяются в особняке, то очень скоро выясняется, что весь дом полон призраков.
Оказывается, прежний владелец дома — Плэйто Зорба, изобрёл устройство, которое позволяет видеть призраков, что даёт некоторую власть над ними. В конце концов исследователю удалось собрать 11 призраков, а двенадцатым стал он сам. Вдобавок ко всему в доме спрятана крупная сумма денег. Чтобы выяснить, где находятся сбережения доктора Зорбы, члены семьи решают провести спиритический сеанс, используя в качестве медиума служанку Илейн. Во время сеанса его участники узнают, что этой ночью будет убит ещё один человек.
Тем временем адвокат Бен Раш при помощи Бака находит спрятанные в доме деньги. Затем он решает отдать мальчика доктору Зорбе, но тот предпочитает убить адвоката. Выясняется, что Бен и убил прежнего хозяина особняка. А семья палеонтолога получает 100 тысяч долларов.

## Актёры
- Чарльз Херберт — Бак Зорба
- Джо Морроу — Медея Зорба
- Розмари Декамп — Хильда Зорба
- Мартин Милнер — Бенджамин Раш, адвокат
- Дональд Вудс — Сайрус Зорба
- Маргарет Хэмилтон — Илейн Закаридес
- Джон Ван Дрилен — Ван Аллен

## Художественные особенности
Фильм имеет вступление, во время которого Уильям Касл сообщает, что для просмотра данного фильма необходимо использовать очки, которые и демонстрирует. По ходу фильма появляются специальные субтитры, которые рекомендуют снять или надеть очки. При этом, если сам фильм чёрно-белый, то сцены с призраками сняты в синей сепии.